# Siti binti Saad
Siti binti Saad (1880–1950) fue una cantante del género taraab, música del este de África.

## Historia
Nacida en el pueblo de Fumba, fue una cantante pionera en el género, tradicionalmente dominado por los hombres, cantaba en suajili en lugar de en árabe, lengua más popular para este tipo de género. 
Entre las ciudades en las que actuó se encontraron poblaciones de Kenia, Tanganika y Zanzíbar.

## Carrera
Su carrera despegó notablemente en 1928, prolongándose hasta su muerte en 1950, grabando 150 discos, 78 de ellos en la India. 

## Antología
- Echoes of Africa: Early Recordings (Wergo SM 1642 2)